# Barbara Lison
Barbara Lison (née le 2 octobre 1956) est une bibliothécaire allemande. Elle a dirigé le service de la bibliothèque publique de Brême pendant trente ans. Elle a été élue à la tête de la Fédération internationale des associations et institutions de bibliothèques (IFLA) pour 2021-2023.

## Biographie
Barbara Lison est née à Zbrosławice en Pologne en 1956. Elle étudie les langues slaves, l'histoire et les sciences de l'éducation à l'Université de la Ruhr à Bochum,. Elle enseigne d'abord le russe à Düsseldorf, puis effectue plusieurs stages aux bibliothèques de Bochum, d'Oldenbourg et de Cologne. En 1986, elle travaille à Dortmund pour l'Institut fédéral des normes de santé et de sécurité industrielles.
En 1987, elle est nommée à la tête de la bibliothèque municipale d'Oldenburg. En 1992, elle devient directrice de la Bibliothèque de Brême qui compte neuf bibliothèques municipales,.
Elle s'implique initialement dans l'IFLA en organisant la candidature réussie de Berlin pour l'accueil du World Library and Information Congress de 2003.
En 2016, elle devient présidente du Deutscher Bibliotheksverband (de) pour trois ans. Après environ vingt ans d'implication au sein de l'IFLA, notamment en tant que trésorière, elle se présente comme candidate à la présidence. Elle devient présidente pour 2021-2023. Elle avait déjà été impliquée dans un système de prêt électronique gratuit et ses points d'intérêt comprenaient le libre accès et le droit d'auteur équitable.
Dans une interview, elle déclare que son livre préféré est Matilda de Roald Dahl parce qu'il raconte la réussite d'une enfant grâce à l'aide d'une enseignante et d'une bibliothécaire.